# Joegoslavië op de Olympische Winterspelen 1972
Tijdens de Olympische Winterspelen van 1972, die in Sapporo (Japan) werden gehouden, nam Joegoslavië voor de negende keer deel.

## Deelnemers en resultaten

### Alpineskiën
| Olympiër     | Discipline       | Resultaat | Prestatie                        |
| ------------ | ---------------- | --------- | -------------------------------- |
| Marko Kavčič | reuzenslalom (m) | 31e       | 3.25,09 (+15,47) 1.39,01+1.46,08 |
| Marko Kavčič | slalom (m)       | dq        | diskwalificatie                  |

### Noordse combinatie
| Olympiër      | Discipline | Resultaat | Prestatie                                       |
| ------------- | ---------- | --------- | ----------------------------------------------- |
| Janez Gorjanc | mannen     | 32e       | 337,520 punten schans: 155,8 p 15 km: 181,720 p |

### Schansspringen
| Olympiër        | Discipline         | Resultaat | Prestatie                                          |
| --------------- | ------------------ | --------- | -------------------------------------------------- |
| Marjan Mesec    | normale schans (m) | 37e       | 195,4 punten 100,1 p. (74,0 m) + 95,3 p. (71,0 m)  |
| Marjan Mesec    | grote schans (m)   | 37e       | 162,5 punten 78,7 p. (83,0 m) + 83,8 p. (84,5 m)   |
| Danilo Pudgar   | normale schans (m) | 27e       | 204,7 punten 112,4 p. (79,5 m) + 92,3 p. (68,5 m)  |
| Danilo Pudgar   | grote schans (m)   | 8e        | 206,0 punten 98,5 p. (92,5 m) + 107,5 p. (97,5 m)  |
| Drago Pudgar    | normale schans (m) | 35e       | 197,1 punten 97,8 p. (73,5 m) + 99,3 p. (73,5 m)   |
| Drago Pudgar    | grote schans (m)   | 23e       | 179,7 punten 95,6 p. (91,5 m) + 84,1 p. (84,0 m)   |
| Peter Štefančić | normale schans (m) | 10e       | 218,1 punten 107,9 p. (77,0 m) + 110,2 p. (77,5 m) |
| Peter Štefančić | grote schans (m)   | 48e       | 145,2 punten 67,6 p. (79,0 m) + 77,6 p. (84,0 m)   |

### IJshockey
| Olympiër | Discipline | Resultaat | Prestatie |
| --- | ---------- | --------- | --- |
| Anton Jože Gale Rudi Knez Bogo Jan Viktor Ravnik Ivo Ratej Drago Savić Ivo Jan Franci Žbontar Rudi Hiti Boris Renaud Janez Puterle Albin Felc Roman Smolej Silvo Poljanšek Viktor Tišler Slavko Beravs Bojan Kumar Božidar Beravs Gorazd Hiti Štefan Seme | mannen     | 11e       | kwalificatieronde: 1 - 8 Joegoslavië - Zweden B-groep (7e-11e plaats): 2 - 5 Joegoslavië - Noorwegen 2 - 6 Joegoslavië - Bondsrepubliek Duitsland 2 - 3 Joegoslavië - Japan 3 - 3 Joegoslavië - Zwitserland |

Argentinië · Australië · België · Bondsrepubliek Duitsland · Bulgarije · Canada · Duitse Democratische Republiek · Filipijnen · Finland · Frankrijk · Griekenland · Groot-Brittannië · Hongarije · Iran · Italië · Japan · Joegoslavië · Libanon · Liechtenstein · Mongolië · Nederland · Nieuw-Zeeland · Noord-Korea · Noorwegen · Oostenrijk · Polen · Roemenië · Sovjet-Unie · Spanje · Taiwan · Tsjecho-Slowakije · Verenigde Staten · Zuid-Korea · Zweden · Zwitserland